# Kombassan Kanuni
Kombassan Kanuni is een Turks bedrijf dat motorfietsen produceert.
Kombassan Kanuni nam in 1996 de hele productie van tweetakt-motorfietsen over van MuZ, dus in feite de oude MZ-tweetakten. De machines kwamen als MZ Kanuni op de markt. Tegenwoordig worden deze MZ-tweetaktmotoren echter niet meer toegepast en brengt Kombassan Kanuni eigen modellen op de markt.